# Don Salluste
Don Salluste est un personnage fictif issu de l'œuvre dramatique de Victor Hugo (1802-1885) Ruy Blas, publiée en 1838.

## Personnage
Don Salluste est un grand d'Espagne disgracié par la reine Marie-Anne de Neubourg. D'une personnalité froide, machiavélique et fourbe, l'ambitieux marquis de Finlas tient, au sein la pièce de Victor Hugo, un rôle de premier plan pour le déroulement des actes. Don Salluste, afin de retrouver les bonnes grâces de la monarchie espagnole n’hésite pas à faire livrer aux Barbaresques son neveu Don César.
Son action, essentiellement fomentée dans l'ombre, conduit le personnage principal, Ruy Blas, mais également la reine, à faire des choix pour finalement être confronté à un destin tragique.

## Adaptation cinématographique
1947 : Ruy Blas réalisé par Pierre Billon, scénario de Jean Cocteau, avec Jean Marais, Danielle Darrieux et Marcel Herrand
Le personnage de don Salluste apparaît également sous les traits de Louis de Funès, aux côtés d'Yves Montand, dans la comédie La Folie des grandeurs réalisée et co-scénarisée par Gérard Oury, sortie dans les salles en 1971. Dans ce film, très librement adapté du chef-d'œuvre d'Hugo, le célèbre grand d'Espagne se présente sous une personnalité empreinte de fourberie, d'hypocrisie et d'avarice, autant de traits de caractères affectés qui en font un personnage ridicule au ressort éminemment comique. Il est alors titré marquis de Montalegre et baron del Pisco.